# Неділя святих праотців і Неділя святих отців
Неділя святих праотців і Неділя святих отців — два останні тижні, тобто неділі Різдвяного посту, «присвячених спогадам про прабатьків Спасителя і всіх старозавітних праведників, які чекали Його пришестя». Неділя святих праотців доводиться на проміжок з 11 до 17 грудня, а Неділя святих отців відповідає проміжок з 18 грудня до 24 грудня. 
Тижнем святих отців також скорочено називають сьомий тиждень після Великодня , повна назва якої — Тиждень святих отців Першого Вселенського собору. 

## Загальні відомості
Згідно з поясненням Гермогена Шиманського, найменування «Неділя святих праотців» вказує лише на порядок проходження, тобто на те, що Тиждень святих праотців передує Тижню святих отців. 
У службі цих двох свят «найбільша увага приділяється пророку Даниїлу і трьом отрокам», перебування яких «в пещі вогненній» стало прообразом Різдва Христового : як перебування трьох отроків у вогні печі не завдало їм шкоди, так і Різдво Христове не буде попалило (не зашкодило) «Утробу Дівичу». 
Неділя святих праотців доводиться на проміжок з 11 до 17 грудня, а Неділя святих отців відповідає проміжок з 18 грудня до 24 грудня.      